# Mark Consuelos

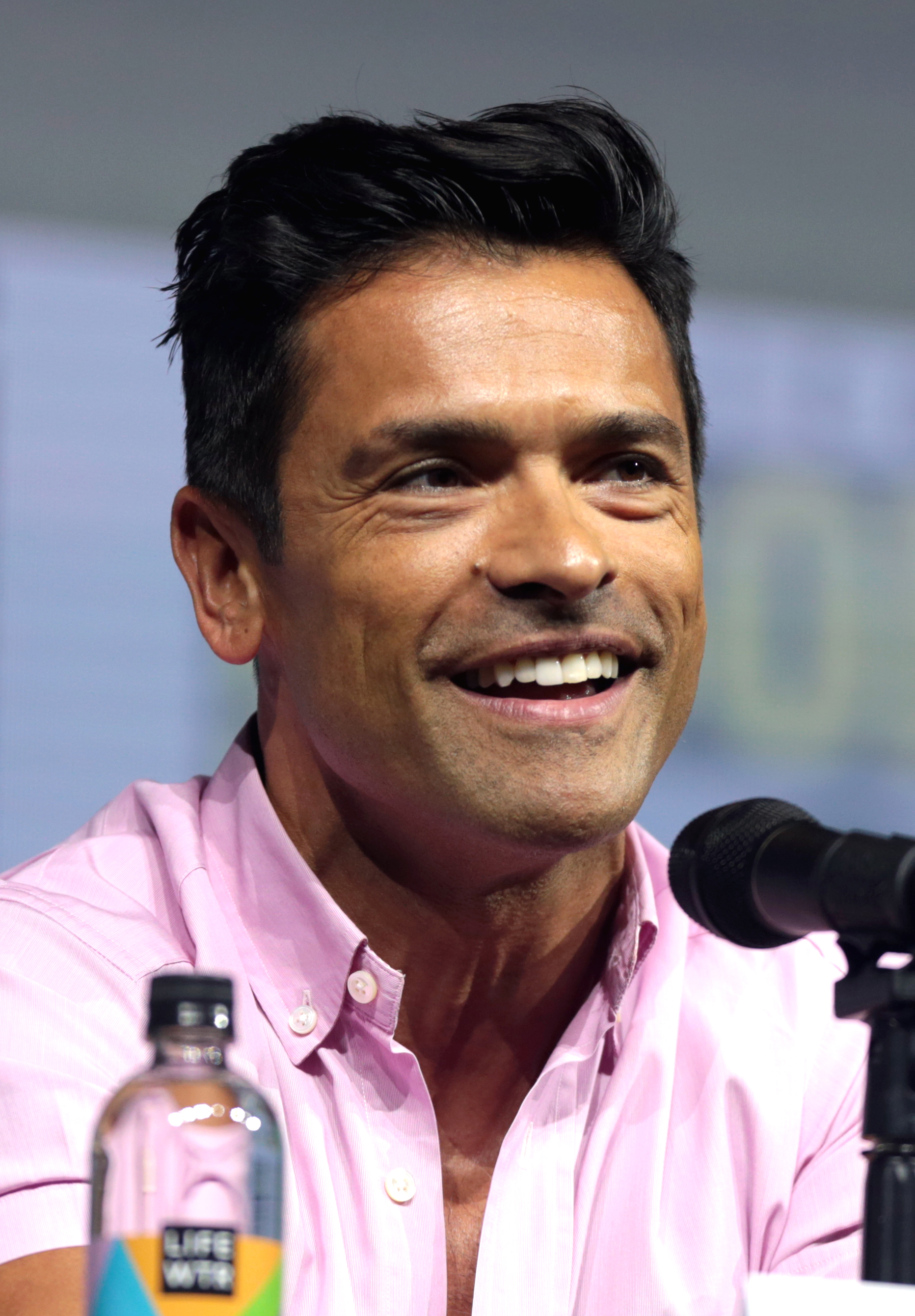
Mark Consuelos auf der Comic-Con in San Diego im Juli 2018

Mark Andrew Consuelos (* 30. März 1971 in Saragossa, Spanien) ist ein spanisch-US-amerikanischer Schauspieler.

## Leben
Consuelos verbrachte seine Kindheit in Lebanon, Illinois und Tampa, Florida. Nach seinem Schulabschluss an der Bloomingdale High School in Illinois studierte er zunächst an der Notre Dame University und machte anschließend an der University of Florida seinen Abschluss in Marketing. Zunächst spielte er Theater und war unter anderem Off-Broadway zu sehen. 1995 erhielt er die Rolle des Mateo Santos in der Seifenoper All My Children, die er mit Unterbrechungen bis 2010 spielte. Hier lernte er auch seine zukünftige Ehefrau Kelly Ripa kennen, die er im darauf folgenden Jahr heiratete. Für sein Wirken an der Serie wurde er vielfach ausgezeichnet; zwischen 1998 und 2002 war er fünf Mal für den ALMA Award nominiert, den er zwei Mal gewinnen konnte. Drei Mal gewann er den Soap Opera Digest Award. Zudem erhielt er 2002 eine Nominierung für den Daytime Emmy.
Neben Episodenrollen in Serien wie Friends, Third Watch – Einsatz am Limit und Law & Order: New York kennt ihn das US-amerikanische Fernsehpublikum daneben auch aus verschiedenen wiederkehrenden Serienrollen. Hierzu zählen FBI Agent Antonio Cortez in Missing – Verzweifelt gesucht und Senator Andy Guzman in Alpha House.
Consuelos hatte sein Spielfilmdebüt 2002 als Statist in der Komödie The Last Place on Earth. Eine größere Rolle stellte er als Cpl. Guttierez an der Seite von Benjamin Bratt und James Franco im Kriegsfilm The Great Raid – Tag der Befreiung dar. Zu seinen weiteren Filmen zählen Die Super-Ex und Cop Out – Geladen und entsichert.
Aus der Ehe mit Kelly Ripa gingen drei Kinder hervor.

## Filmografie (Auswahl)

### Fernsehen
- 1995–2010: All My Children
- 2001: Friends (Folge 7x22)
- 2001–2003: Third Watch – Einsatz am Limit (Third Watch)
- 2003–2006: Missing – Verzweifelt gesucht (1-800-Missing)
- 2005–2006: Hope and Faith (Hope & Faith)
- 2007: Criminal Intent – Verbrechen im Visier (Law & Order: Criminal Intent)
- 2012: Law & Order: Special Victims Unit
- 2012–2013: American Horror Story
- 2013–2014: Alpha House
- 2015: Kingdom
- 2016: Pitch
- 2016–2017: Queen of the South
- 2017: The Night Shift
- 2017–2023: Riverdale
- 2022: Only Murders in the Building
- 2023: How I Met Your Father

### Film
- 2002: The Last Place on Earth
- 2005: The Great Raid – Tag der Befreiung (The Great Raid)
- 2006: Blind Wedding – Hilfe, sie hat ja gesagt (The Pleasure of Your Company)
- 2006: Die Super-Ex ( My Super Ex-Girlfriend)
- 2010: Cop Out – Geladen und entsichert (Cop Out)
- 2014: Ruhet in Frieden – A Walk Among the Tombstones (A Walk Among the Tombstones)
- 2016: Alles was wir hatten (All We Had)
- 2016: Voll verkatert (Nine Lives)

## Auszeichnungen (Auswahl)

### ALMA Award
- 1998: ALMA Award für All My Children
- 1999: ALMA Award für All My Children
- 2000: ALMA Award–Nominierung für All My Children
- 2001: ALMA Award–Nominierung für All My Children
- 2002: ALMA Award–Nominierung für All My Children

### Emmy Award
- 2002: Daytime Emmy–Nominierung für All My Children

### Soap Opera Digest Award
- 1996: Soap Opera Digest Award für All My Children
- 1998: Soap Opera Digest Award für All My Children
- 2000: Soap Opera Digest Award für All My Children